# Genesi
Genesi — компьютерная компания.
Genesi начинала как небольшая компания, объединившая в себе людей, которые уже много лет работают в компьютерной индустрии. Целью стало создание новой открытой компьютерной платформы, которая позволила бы использовать как тысячи единиц программного обеспечения написанного для AmigaOS, так и для любых других открытых операционных систем.
Корпорация поддерживает две команды сотрудничающие друг с другом: одна занимается разработкой операционной системы, а другая разрабатывает аппаратную часть. Производством материнских плат занята компания bPlan.
Проблема совместимости с AmigaOS была решена написанием собственной операционной системы MorphOS, которая позволяет не только выполняться любому системному программному обеспечению для AmigaOS, но и продолжает славные традиции этой операционной системы. MorphOS — операционная система с вытесняющей многозадачностью, в которую внедряются самые инновационные решения в сфере разработок ОС, объединяющая в себе современный дизайн с масштабируемостью; её дальнейшее развитие является важной задачей Genesi.
Параллельно разработке ОС, развивается аппаратная часть. Первая разработка компании называлась Pegasos. Она была создана на основе стандарта CHRP на материнские платы, а в качестве процессора выбрано семейство PowerPC™. Поскольку в BIOS платы был прошит Open Firmware, то стала возможной поддержка множества ОС. На данный момент корпорацией реализуются компьютеры Pegasos II (персональный компьютер), Communication System (домашний медиа-центр), ODW (Open Desktop Workstation), OSW (Open Server Workstation), High Destiny Blade (Blade-версия Open Server) и Efika (облегчённый встраиваемый-вариант Pegasos). В компьютерах используются различные процессоры линейки PowerPC™ (с G3 по G5 включительно) вынесенные на отдельную процессорную плату (что значительно облегчает апгрейд). Корпорация предлагает законченные решения полностью удовлетворяющие потребности заказчика. Помимо MorphOS, пользователь также волен использовать такие ОС как: Debian, Gentoo, CRUX, Open SuSE, Fedora Core, OpenSolaris, SkoleLinux, MontaVista, YellowDog и QNX. Интересным моментом является использование Pegasos-версии пакета Mac-on-Linux позволяющего нативно (без потери производительности на эмуляции) исполнять Mac OS X и приложения написанные для неё.

## Партнёры Genesi S.A.R.L
- IBM
- Sun,
- Freescale
- Novell
- AMCC
- Power.org
- QNX
- Debian
- Gentoo
- CRUX
- OpenSuSE  (недоступная ссылка с 11-08-2013 [4238 дней] — история, копия)
- Fedora Core
- MontaVista  (недоступная ссылка с 11-08-2013 [4238 дней] — история, копия)
- TerraSoft Solutions  (недоступная ссылка с 11-08-2013 [4238 дней] — история, копия)
- VirtuaLab  (недоступная ссылка с 11-08-2013 [4238 дней] — история, копия)